# John Perceval (artiste)
Pour les articles homonymes, voir John Perceval et Perceval (homonymie).
John de Burgh Perceval, né le 1er février 1923 à Bruce Rock (en) (Australie) et mort le 15 octobre 2000 à Melbourne, est un artiste peintre et musicien australien.

## Biographie
Perceval est né Linwood Robert Steven South à Bruce Rock (en), en Australie-Occidentale, deuxième enfant de Robert South (cultivateur de blé) et de Dorothy ( née Dolton). Ses parents se sont séparés en 1925 et il est resté à la ferme de son père jusqu'à ce qu'il soit réuni avec sa mère et se soit rendu à Melbourne en 1935. À la suite du mariage de sa mère avec William de Burgh Perceval, il changea son nom en John et adopta le nom de famille de Burgh Perceval.
Perceval est le dernier membre survivant d'un groupe connu sous le nom des Angry Penguins et qui a redéfini l'art australien dans les années 1940. Les autres membres comprenaient John Reed, Joy Hester, Sidney Nolan, Arthur Boyd et Albert Lee Tucker. Il était aussi un antipodéen et a contribué à l'exposition sur les antipodiques de 1959.
Avant sa mort, Scudding Swans (1959) se vendit 552 500 dollars, un record pour un peintre australien vivant. En mars 2010, il était vendu 690 000 $.

## Distinctions et récompenses
- 1959 : Prix McCaughey[1]
- 1960 : Prix Wynne pour Dairy Farm, Victoria
- 1991 : Officier de l'ordre de l'Australie pour le service des arts visuels